# Internationale Valentin-Rathgeber-Gesellschaft

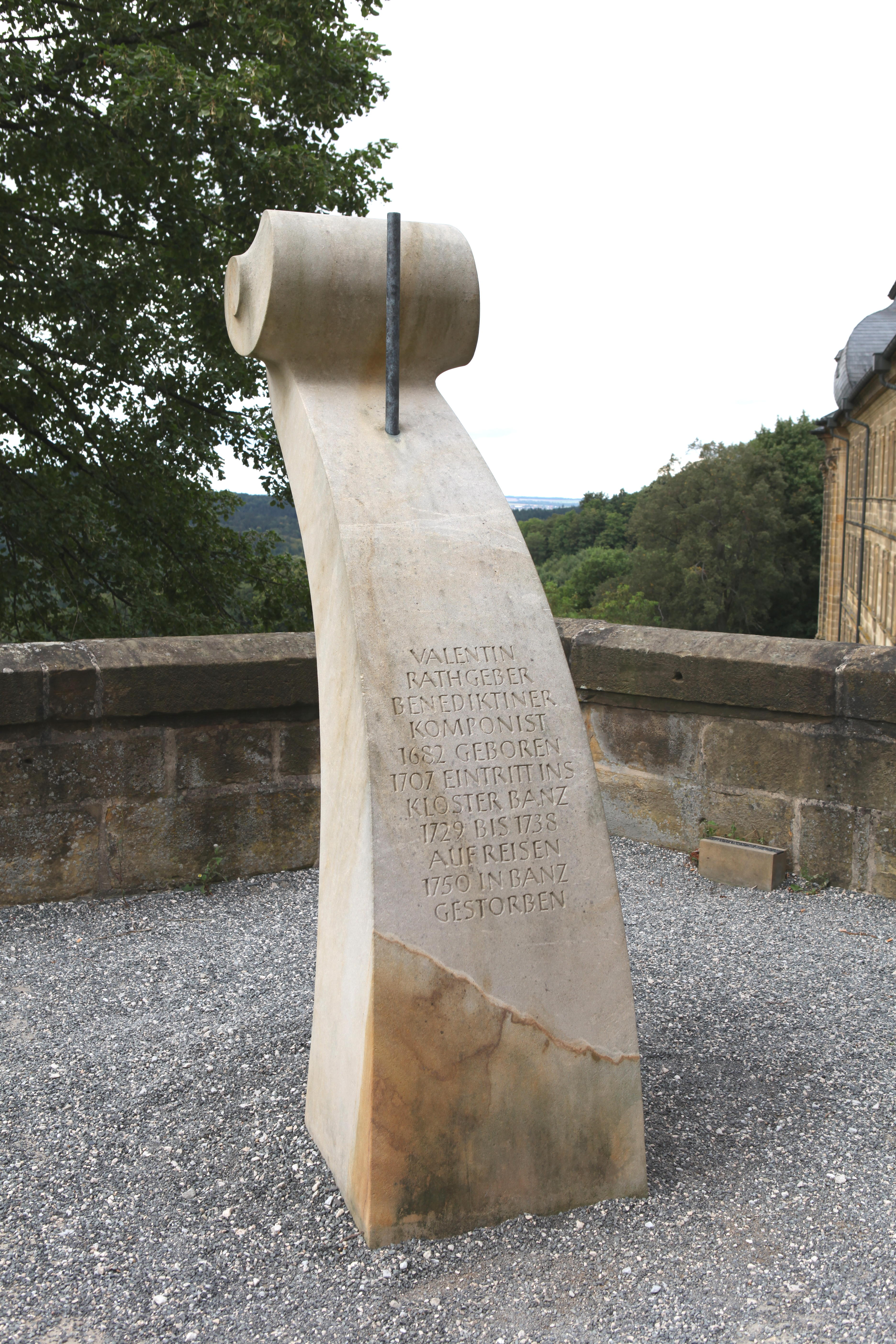
Rathgeber-Denkmal im Innenhof des Klosters Banz

Die Internationale Valentin-Rathgeber-Gesellschaft e. V. ist ein deutscher Verein zur Erforschung und Pflege der Werke des Komponisten und Benediktiners Johann Valentin Rathgeber. Sie organisiert Ausstellungen, Konzerte und Symposien und koordiniert die Edition der Werke Rathgebers.

## Wirken

### Erforschung und Verbreitung der Werke
Die Gesellschaft wurde 1993 an Rathgebers Geburtsort Oberelsbach zunächst als Förderverein gegründet und am 9. März 2002 in Internationale Valentin-Rathgeber-Gesellschaft umbenannt.
Sie ist als eingetragener Verein organisiert und wird von einem ehrenamtlichen Vorstand verwaltet. Die Mitgliedschaft ist frei und an keinen bestimmten Status gebunden. Der Verein hat sich insbesondere der Pflege der Instrumental- und Chormusik Rathgebers verpflichtet. Dadurch versucht sie, das kulturelle Leben zu bereichern. Damit einher geht auch die Erforschung der Biografie des Lehrers, Kantors und Klosterkomponisten Valentin Rathgeber.
Von den 485 gedruckt erhaltenen Werken Rathgebers waren nur wenige veröffentlicht. So hat die Gesellschaft von sämtlichen gedruckten Werken Kopien erstellt. Alle Werke lagen ausschließlich in einzelnen Stimmbüchern, nicht in Partituren vor, deshalb lag in den meisten Bibliotheken nur ein unvollständiger Stimmensatz. Nach mehrjähriger detaillierter Forschungsarbeit und mit Hilfe von Bibliothekaren und Musikwissenschaftlern gelang es, von allen erhältlichen Drucken Rathgebers Kopien zu erstellen, sodass nun im Geburtsort Valentin Rathgebers die bislang weltweit einzige komplette Zusammenstellung der gedruckten Werke Rathgebers für weitere Forschungs- und Editionsvorhaben zur Verfügung steht.
In einem zweiten Arbeitsschritt hat die Gesellschaft begonnen, die Werke für die heutige Aufführungspraxis einzurichten und im Selbstverlag herauszugeben. Darüber hinaus sind im Online-Shop weitere Schriften und Tonträger zu Valentin Rathgeber erhältlich.

### Valentin-Rathgeber-Stiftung
Zur Erhaltung des Schaffens Rathgebers wurde am 16. Dezember 2009 die Valentin-Rathgeber-Stiftung gegründet. Die Regierung von Unterfranken erkannte sie gemäß §§ 80, 81 BGB als rechtsfähig an. Stiftungszweck ist die Förderung der Erforschung des Lebens und Werkes sowie die Erhaltung und Weiterverbreitung des musikalischen Werkes des Barockkomponisten Rathgeber.
Die Stiftung widmet ihre Erträge insbesondere Neueditionen, wissenschaftlichen Arbeiten und Konzerten. Ebenso fördert sie die Dokumentation über das Leben und Wirken von Johann Valentin Rathgeber durch Exponate, Informationsschriften und durch die Ausstattung des Rathgeber-Zimmers im Valentin-Rathgeber-Haus, dem Geburtshaus Rathgebers. Der Erlös aus dem Verkauf der Notenausgaben dient dazu, das Sonderkonto der Rathgeber-Stiftung zu unterstützen.

### Wanderausstellung
Seit 2007 organisiert der Verein eine Wanderausstellung Valentin Rathgeber. Leben – Werk – Bedeutung. In ihr wird in verschiedenen Themenfeldern der Person Rathgebers nachgegangen. Rathgeber schuf nicht nur einen neuen Personalstil, der Leichtigkeit, Kürze und Lieblichkeit zu einer gelungenen Synthese zusammenbrachte, sondern hatte neben seiner zukunftzugewandten Ausrichtung auch ein Ohr für seine Adressaten. Insbesondere für kleinere Ensemble schuf er ansprechende Vokalmusik, die bis heute geschätzt und gepflegt wird. Rathgeber war europaweit tätig und fand Förderer in Deutschland, der Schweiz, Österreich und Ungarn, die ihn bei der Publikation seiner Werke unterstützten.
Auf insgesamt 25 Tafeln, in zwei Vitrinen und anhand mehrerer freistehender Exponate werden folgende Themen behandelt: Charakterisierung des Zeitalters, Geburtsort und Jugendzeit, Zeit in Würzburg, Zeit in Banz, Rathgebers Werbetour, Mäzene und Förderer, Rathgebers Musik, Rathgeber Renaissance. Audioguides stellen im Überblick die Musik Rathgebers vor. Ein Ausstellungskatalog schildert die einzelnen Themenfelder und liefert zahlreiche weiterführende Informationen.
Bisherige Orte der Ausstellung:

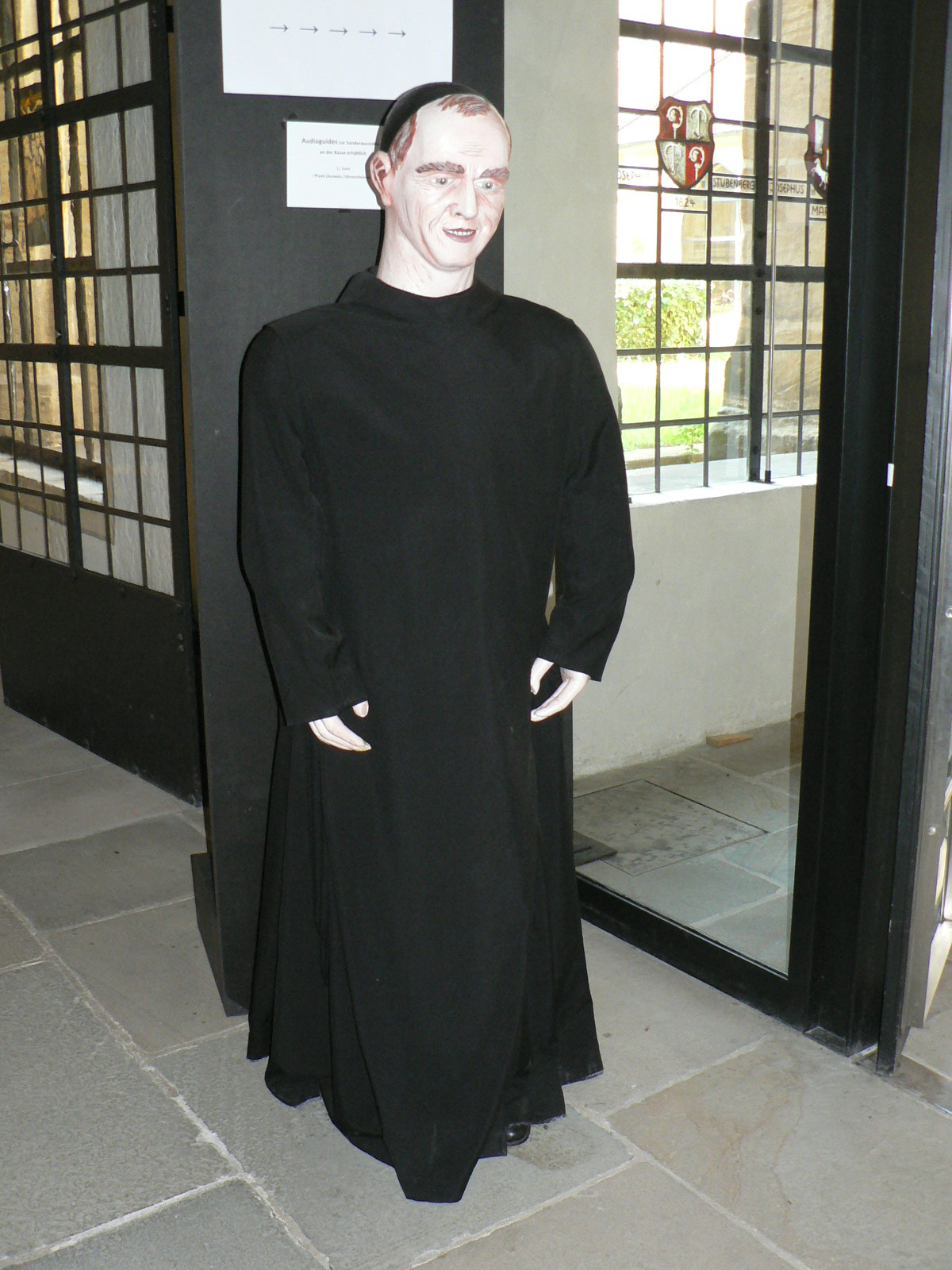
Valentin Rathgeber, Nachbildung der Wanderausstellung

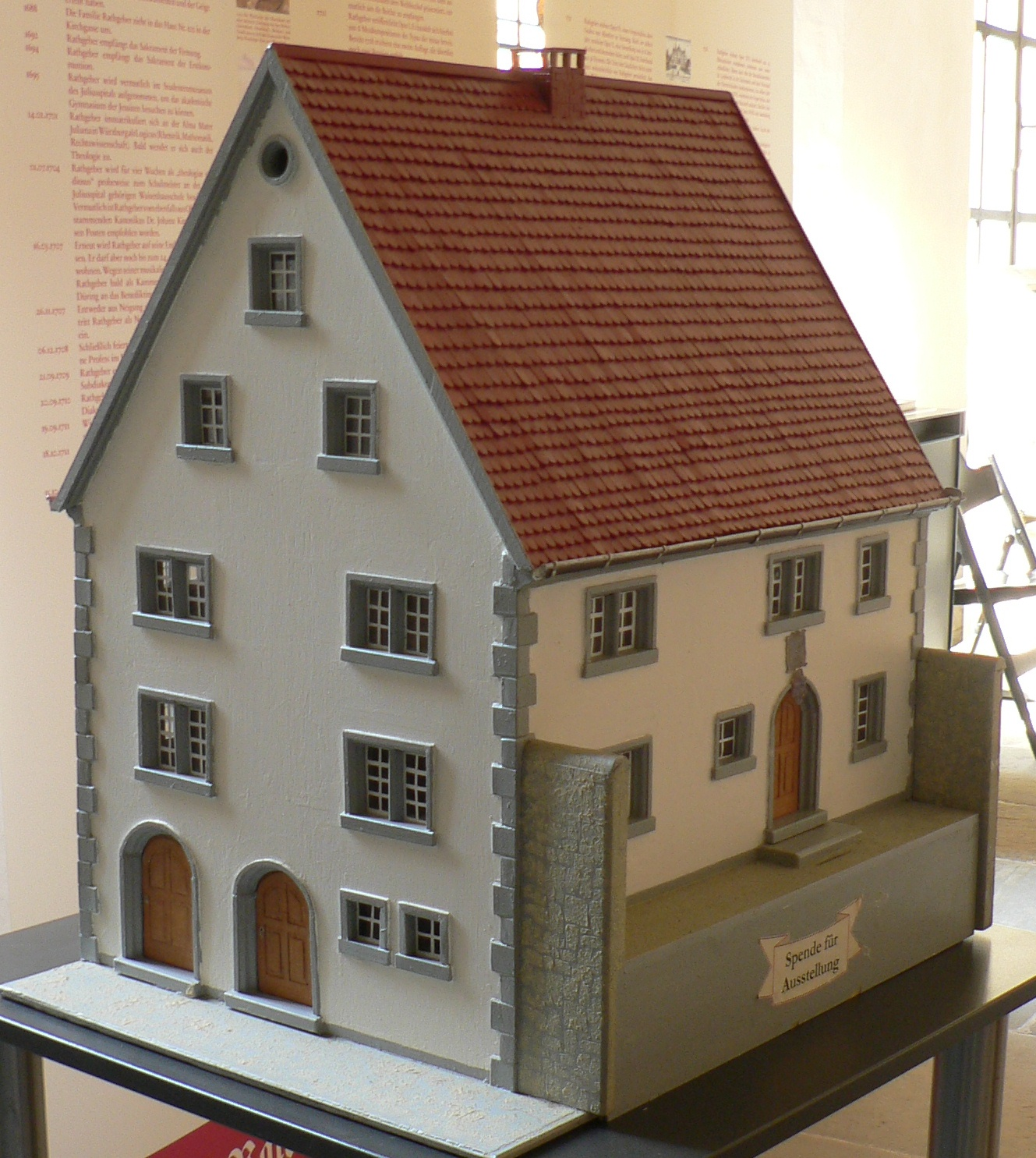
Rathgebers Geburtshaus, Modell der Wanderausstellung

- 9. April 2007, Ausstellungseröffnung in der Elstalhalle in Oberelsbach
- Juni bis Juli 2007, Sparkasse in Bad Neustadt an der Saale
- Juli bis August 2007, Museum der ehemaligen Zisterzienserabtei Ebrach
- Dezember 2007 bis 2008, Rhön-Museum in Fladungen
- April bis Mai 2008, Martinushaus in Aschaffenburg
- Oktober bis Dezember 2008, katholische Domschule in Würzburg
- Dezember 2008 bis April 2009, Pädagogische Hochschule in Schwäbisch Gmünd
- Mai bis Juni 2009, Muri/CH
- Oktober bis November 2009, Stadtmuseum in Bad Staffelstein
- Dezember 2009 bis Januar 2010, Museum Obere Saline in Bad Kissingen
- Januar bis April 2010, Kloster Wechterswinkel
- Juni 2010, Elstalhalle in Oberelsbach
- Oktober bis November 2010, Bismarck-Museum in Bad Staffelstein
- Januar bis Juni 2011, Kloster Banz
- Juni bis September 2011, Diözesanmuseum Bamberg
- September bis Dezember 2011, Dommuseum in Fulda
- Februar bis April 2012, Orgelbaumuseum in Ostheim vor der Rhön
- Juli bis September 2012, Museum Bayerisches Vogtland in Hof
- September bis November 2012, Landratsamt Lichtenfels (Oberfranken)
- März bis Mai 2013, Henneberg-Museum Münnerstadt
- Mai bis Juli 2013, Exerzitienhaus der Benediktiner-Erzabtei St. Ottilien
- Juli bis September 2013, Kreuzgang des Klosters Scheyern

### Symposien und Vorträge
Die Gesellschaft hat zwei internationale Symposien zur Person und Musik Rathgebers veranstaltet:
- Rathgeber im Kontext. Erstes Internationales Rathgeber-Symposium im Juni 2007.
- An der Schwelle zur Klassik – Johann Valentin Rathgeber. Zweites Internationales Rathgeber-Symposium im Juni 2010.

Folgende Vorträge fanden auf die Initiative der Valentin-Rathgeber-Gesellschaft hin statt:
- Johann Valentin Rathgeber. Leben – Werk – Bedeutung. Vortrag von Erasmus Gaß, Bad Kissingen, 9. April 2009.
- Das Ohr am Puls der Zeit – ein Klosterkomponist auf Tonsuche. Vortrag von Ludger Stühlmeyer, Hof, 6. Juli 2012.
- Dem Klosterleben war ich ergeben. Vortrag von Berthold Gaß, St. Ottilien, 26. Mai 2013.

## Ehrenmitglieder
- Franz Krautwurst, Professor für Musikwissenschaft an der Friedrich-Alexander-Universität Erlangen-Nürnberg
- Erhard Nowak, Oberstudienrat für Musik am Rhön-Gymnasium Bad Neustadt
- Gottfried Rehm, Professor für Musikpädagogik an der Hochschule Fulda
- Wilfried Dotzauer, Professor für Musikwissenschaft an der Katholischen Universität Eichstätt-Ingolstadt
- Charles Jurgensmeier SJ, Musikdirektor und Professor an der Loyola University Chicago
- Stefan Gaß, Oberelsbach